# Ormyrus philippinensis
Ormyrus philippinensis är en stekelart som beskrevs av Karl-Johan Hedqvist 1968. Ormyrus philippinensis ingår i släktet Ormyrus och familjen kägelglanssteklar.
Artens utbredningsområde är Filippinerna. Inga underarter finns listade i Catalogue of Life.